# Horst Steigleder
Horst Steigleder (* 1930 in Schwarzenbrunn/Thüringer Wald) ist ein deutscher Kapitän zur See a. D. der Volksmarine der DDR und Militärhistoriker.

## Leben
Nach der Schule arbeitete er als Waldarbeiter. Von 1950 bis 1987 diente er zunächst bei der Seepolizei, dann bei der Volkspolizei See und schließlich in der Volksmarine der DDR. Von 1955 bis 1959 studierte er an der Militärpolitischen Akademie in Moskau. 1969 promovierte er zum Dr. rer. mil. und 1985 habilitierte er an der Universität Greifswald zum Dr. sc. phil. An der Marinefakultät der Militärakademie „Friedrich Engels“ war er lange Zeit als Dozent für Marinegeschichte tätig. Sein Spezialgebiet ist die Kriegsmarine und der Zweite Weltkrieg. Er publizierte zahlreiche Veröffentlichungen in Fachzeitschriften und Fachbüchern.
Er konnte für seine Arbeit die Akten des Archivs der Historischen Abteilung des Hauptstabes der Russischen Seekriegsflotte in Tushino bei Moskau einsehen.

## Werke (Auswahl)
- Auswirkungen der Niederlagen der faschistischen Wehrmacht an der deutsch-sowjetischen Front auf die deutsche Seekriegsführung. In: Erhard Moritz (Hrsg.): Das Fiasko der antisowjetischen Aggression. Berlin 1978.
- Die Kriegsmarine und der Ostfeldzug. Berlin 2004.
- Admirale unter Hammer und Sichel. Berlin 2012.